# سورة يونس
سُورَةُ يُونُسَ سورة مكية، وهي السابعة من السبع الطوال في قول جماعة من العلماء، آياتها 109، وترتيبها في المصحف العاشرة، في الجزء الحادي عشر، نزلت بعد سورة الإسراء، بدأت بحروف مقطعة ﴿الر تِلْكَ آيَاتُ الْكِتَابِ الْحَكِيمِ ۝١﴾ [يونس:1] ، وذُكر فيها قصص الأنبياء ومنها قصة قوم يونس حيث كشف الله عنهم العذاب بإيمانهم، وسُميت السورة باسمه.

## أسماؤها
- سورة يونس هو أشهر أسمائها سميت بذلك من ذكر كشف العذاب عن قوم يونس.[3][4]
- السابعة، سميت لأنها السورة السابعة من السبع الطوال.[5][6]

## نزولها
سورة يونس مكِّيَّة، ونزلت بعد سورة الإسراء ورد ذلك عن ابن عباس والزهري. وقبل سورة هود وترتيبها في النزول على المشهور الحادية والخمسون، والخمسون عند الزهري.
وقال مقاتل بن سليمان (ت 150هـ): سورة يونس كلها مكية، غير آيتين؛ وهما قوله تعالى: ﴿فَإِن كُنتَ فِی شَكࣲّ مِّمَّاۤ أَنزَلۡنَاۤ إِلَیۡكَ فَسۡءَلِ ٱلَّذِینَ یَقۡرَءُونَ ٱلۡكِتَـٰبَ مِن قَبۡلِكَ لَقَدۡ جَاۤءَكَ ٱلۡحَقُّ مِن رَّبِّكَ فَلَا تَكُونَنَّ مِنَ ٱلۡمُمۡتَرِینَ ۝94 وَلَا تَكُونَنَّ مِنَ ٱلَّذِینَ كَذَّبُوا۟ بِءَایَـٰتِ ٱللَّهِ فَتَكُونَ مِنَ ٱلۡخَـٰسِرِینَ ۝95﴾ فإنّهما مدنيتان. لكن مقاتل بن سليمان لم يعاصر التنزيل حتى يحتج بقوله.

## أسباب النزول
۝٢ ﴿أَكَانَ لِلنَّاسِ عَجَبًا أَنۡ أَوۡحَیۡنَاۤ إِلَىٰ رَجُلࣲ مِّنۡهُمۡ أَنۡ أَنذِرِ ٱلنَّاسَ وَبَشِّرِ ٱلَّذِینَ ءَامَنُوۤا۟ أَنَّ لَهُمۡ قَدَمَ صِدۡقٍ عِندَ رَبِّهِمۡ قَالَ ٱلۡكَـٰفِرُونَ إِنَّ هَـٰذَا لَسَـٰحِرࣱ مُّبِینٌ ۝2﴾:
عن عبد الله بن عباس -من طريق الضحاك- قال: لَمّا بعَث اللهُ محمدًا ﷺ رسولًا أنكَرَتِ العربُ ذلك، أو مَن أنكر منهم، فقالوا: اللهُ أعظمُ مِن أن يكونَ رسولُه بشرًا مثلَ محمدٍ. فأنزل الله: ﴿أَكَانَ لِلنَّاسِ عَجَبًا أَنۡ أَوۡحَیۡنَاۤ إِلَىٰ رَجُلࣲ مِّنۡهُمۡ﴾الآية، ﴿وَمَاۤ أَرۡسَلۡنَا قَبۡلَكَ إِلَّا رِجَالࣰا ‌نُّوحِیۤ إِلَیۡهِمۡ﴾الآية [الأنبياء: 7]. فلمّا كَرَّر الله عليهم الحُجَجَ، قالوا: وإذا كان بشرًا فغيرُ محمدٍ كان أحقَّ بالرسالةِ، ﴿لَوۡلَا نُزِّلَ هَٰذَا ٱلۡقُرۡءَانُ عَلَىٰ رَجُلࣲ مِّنَ ‌ٱلۡقَرۡیَتَیۡنِ عَظِیمٍ﴾ [الزخرف: 31]، يقول: أشرَفَ مِن محمدٍ، يَعْنون: الوليد بن المغيرة من مكة، ومسعود بن عمرو الثقفيَّ من الطائف؛ فأنزَل الله ردًا عليهم: ﴿أَهُمۡ ‌یَقۡسِمُونَ رَحۡمَتَ رَبِّكَ﴾الآية [الزخرف: 32].
والحديث ضعيف جدًّا في سنده بشر بن عمارة وهو ضعيف، كما أنه من رواية الضحاك عن ابن عباس وهو لم يره.

## آياتها وكلمها وحروفها

### عدد آياتها
عدد آياتها عند الجمهور وهم الكوفي والمكي والمدنيَينِ والبصري وعطاء 109 آية، وفي العد الشامي 110 آية، والآيات المختلف فيها هي:
۝٢٢ ﴿هُوَ ٱلَّذِی یُسَیِّرُكُمۡ فِی ٱلۡبَرِّ وَٱلۡبَحۡرِ حَتَّىٰۤ إِذَا كُنتُمۡ فِی ٱلۡفُلۡكِ وَجَرَیۡنَ بِهِم بِرِیحࣲ طَیِّبَةࣲ وَفَرِحُوا۟ بِهَا جَاۤءَتۡهَا رِیحٌ عَاصِفࣱ وَجَاۤءَهُمُ ٱلۡمَوۡجُ مِن كُلِّ مَكَانࣲ وَظَنُّوۤا۟ أَنَّهُمۡ أُحِیطَ بِهِمۡ دَعَوُا۟ ٱللَّهَ مُخۡلِصِینَ لَهُ ٱلدِّینَ ۝  لَئِنۡ أَنجَیۡتَنَا مِنۡ هَـٰذِهِۦ لَنَكُونَنَّ مِنَ ٱلشَّـٰكِرِینَ ۝٢٢ فَلَمَّاۤ أَنجَىٰهُمۡ إِذَا هُمۡ یَبۡغُونَ فِی ٱلۡأَرۡضِ بِغَیۡرِ ٱلۡحَقِّ یَـٰۤأَیُّهَا ٱلنَّاسُ إِنَّمَا بَغۡیُكُمۡ عَلَىٰۤ أَنفُسِكُم مَّتَـٰعَ ٱلۡحَیَوٰةِ ٱلدُّنۡیَا ثُمَّ إِلَیۡنَا مَرۡجِعُكُمۡ فَنُنَبِّئُكُم بِمَا كُنتُمۡ تَعۡمَلُونَ﴾ الآية 22 في العد الشامي تختم بـ﴿مُخۡلِصِینَ لَهُ ٱلدِّینَ﴾ وما بعدها بداية الآية 23 عنده، وبينما عند الباقين تختم الآية 22 بـ﴿لَئِنۡ أَنجَیۡتَنَا مِنۡ هَـٰذِهِۦ لَنَكُونَنَّ مِنَ ٱلشَّـٰكِرِینَ﴾، ويتفق الجمهور مع العد الشامي في ختم الآية 23.
۝٥٧ ﴿یَـٰۤأَیُّهَا ٱلنَّاسُ قَدۡ جَاۤءَتۡكُم مَّوۡعِظَةࣱ مِّن رَّبِّكُمۡ وَشِفَاۤءࣱ لِّمَا فِی ٱلصُّدُورِ ۝ وَهُدࣰى وَرَحۡمَةࣱ لِّلۡمُؤۡمِنِینَ﴾ عد الشامي ﴿وَشِفَاۤءࣱ لِّمَا فِی ٱلصُّدُورِ﴾ ولم يعدها الباقون.
وفيها ما يشبه الفواصل وليس معدودًا بإجماع ﴿الۤر﴾ [يونس:1]، ﴿مَتَـٰعࣱ فِی ٱلدُّنۡیَا﴾ [يونس:70]، ﴿وَلَقَدۡ بَوَّأۡنَا بَنِیۤ إِسۡرَ ٰۤءِیلَ﴾ [يونس:93].
ورويها ثلاثة أحرف: (م ل ن)، على اللام منها آية واحدة ﴿وَمَاۤ أَنَا۠ عَلَیۡكُم بِوَكِیلࣲ ۝١٠٨﴾، وكل آية على الميم قبل الميم ياء.

### عدد كلماتها
عدد كلماتها 1832 كلمة عند أبي عمرو الداني، و1833 عند أبي حفص النسفي، وقد تكررت فيها مائتا كلمة من الكلمات التي فيها الراء، فلهذا افتتحت بـ﴿الۤر﴾.

### عدد حروفها
عدد حروفها: 7567 حرفًا عند أبي عمرو الداني، وهي عنده تتفق مع سورة هود في الحروف، و7397 عند أبي حفص النسفي.

## فضلها

### فضل السبع الطوال
عن عائشةَ، عنِ النبيّ ﷺ قال: «مَنْ أَخَذَ السَّبْعَ فَهُوَ حَبْرٌ»، رواه أحمد (24443) وأبو عبيد القاسم بن سلام، الحاكم وصححه.
عن واثلة بن الأسقع أن النبي ﷺ قال: «أُعْطِيتُ مَكَانَ ‌التَّوْرَاةِ ‌السَّبْعَ الطُّوَلَ، وَأُعْطِيتُ مَكَانَ الزَّبُورِ الْمَئِينَ، وَأُعْطِيتُ مَكَانَ الْإِنْجِيلِ الْمَثَانِيَ، وَفُضِّلْتُ بِالْمُفَصَّلِ» رواه ابن جرير والطيالسي.
اختُلِف في سورة يونس هل هي من السبع الطوال أم لا، والسور المتفق عليها أنها من السبع الطوال هي: البقرة وآل عمران والنساء والمائدة والأنعام والأعراف، واختُلف في السابعة فقيل: يونس، وقيل الأنفال مع براءة، وقيل براءة وحدها وقيل سورة الكهف.
عن سعيد بن جبيرٍ، عن ابن عبَّاسٍ، قال في قوله تعالى: ﴿وَلَقَدۡ ءَاتَیۡنَٰكَ ‌سَبۡعࣰا مِّنَ ٱلۡمَثَانِی وَٱلۡقُرۡءَانَ ٱلۡعَظِیمَ﴾ [الحجر:87] قال: البقرة، وآل عمران، والنِّساء، والمائدة، والأنعام، والأعراف. قال الراوي: ونسيت السابعة. رواه النسائي في «الكبرى» وابن جرير.
وورد أن السابعة هي سورة يونس عن سعيد بن جبير بسند صحيح، وكذا عن مكحول، وعطيَّة بن قيسٍ، وأبي محمَّدٍ الفارسي، وشداد بن عبيد الله، ويحيى بن الحارث الذِّماريُّ.

### فضيلة خاصة
ورد في فضيلتها حديث أُبىّ الذي حكم عليه كثير من العلماء بالوضع: «مَن قرأَ ‌سورة ‌يونس أُعطِى من الأَجْر عشرَ حسنات، بعَدَد مَن صدّق بيونس، وكذَّب به، وبعدد مَن غرق مع فرعون».رواه الثعلبي وحكم عليه بأنه موضوع جمع من العلماء منهم: ابن المبارك حيث قال: «أظن الزنادقة وضعته»، وابن كثير في تفسيره وقال: «هو منكر من سائر طرقه»، وابن الجوزي، والسيوطي، والشوكاني

## ترتيبها في المصحف
ترتيبها في المصحف العاشرة بعد سورة التوبة وقبل سورة هود في السورة العاشرة من ترتيب المصحف.

### سر ترتيبها
كان يظهر بادئ الرأي أن المناسب أن تكون سورة يونس بعد سورة الأعراف لاشتراك كل منهما في اشتمالهما على قصص الأنبياء وأنها مكية النزول، كما أن كل منها من السبع الطوال ففي فصلها من الأعراف بسورتين هما سورة الأنفال وسورة التوبة، فصل للنظير عن نظيره هذا مع قصر سورة الأنفال بالنسبة إلى سورتي الأعراف والتوبة، ولكن كان وضع الأنفال والتوبة في بين السادسة من السبع الطوال وهي الأعراف والسابعة وهي يونس لمقاصد:
- أن عثمان بن عفان بيَّن أنه اجتهد في ذلك، وأنه قرن بين سورتي الأنفال والتوبة لكون التوبة شبيهة بالأنفال في اشتمال كل منهما على الأمر بالقتال، ونبذ العهود، وهذا وجهٌ بيِّنُ المناسبة جليٌّ.
- قدمت الأنفال على التوبة مع قصرها لكونها مشتملة على البسملة، فقدمها لتكون كالقطعة منها، ولهذا قال جماعة أن الأنفال والتوبة سورة واحدة لا سورتان.
- أن وضع التوبة هنا لمناسبة الطول، لأنه ليس في القرآن بعد الست السابقة سورة أطول منها.
- أن عثمان خلل بالسورتين الأنفال والتوبة أثناء السبع الطوال المعلوم ترتيبها في العصر الأول للإشارة أن هذا أمر لا توقيف فيه، بخلاف لو وضعهما بعد السبع الطوال فإنه يوهم أن ذلك محلهما بتوقيف.
- أنه لو أُخِّرَت سورتي الأنفال والتوبة بعد سورة يونس وأُتي بعدهما بسورة هود لمراعاة مناسبة السبع الطوال وإيلاء بعضها بعضًا لفات أمرٌ آكد في المناسبة فإن يونس الأولى بها أن تولى بالسور الخمس التي بعدها (هود، ويوسف، والرعد، وإبراهيم والحجر) لما اشتركت فيه من:
  - اشتمالها على القصص.
  - الافتتاح بـ﴿الۤر﴾.
  - ذكر ﴿ٱلۡكِتَٰبِ﴾.
  - كونها مكيات.

وتتناسب فيما عدا سورة الحجر في:
- المقدار.
- التسمية باسم نبي، والرعد اسم ملك وهو مناسب لأسماء الأنبياء.

فهذه الستة الأوجه في مناسبة الاتصال بين يونس وما بعدها آكد من الوجه الواحد في تقديم يونس بعد الأعراف، ولو أخرت التوبة بعد هذه السور الست لبعدت المناسبة جدًّا لطولها بعد ست سور أقصر منها.
- أن سورة يونس متناسبة مع سورة الأعراف بأوجه:[32]
  - مطلع سورة يونس شبيه بمطلع سورة الأعراف فإن الله قال في يونس:﴿أَنذِرِ ٱلنَّاسَ وَبَشِّرِ ٱلَّذِینَ ءَامَنُوۤا۟﴾ فقدم الإنذار وعممه للناس وآخَّر البشارة وخصصها للمؤمنين، وقال في مطلع الأعراف: ﴿‌لِتُنذِرَ ‌بِهِۦ وَذِكۡرَىٰ لِلۡمُؤۡمِنِینَ﴾.
  - أنه قال في يونس: ﴿إِنَّ رَبَّكُمُ ٱللَّهُ ٱلَّذِی خَلَقَ ٱلسَّمَـٰوَ ٰتِ وَٱلۡأَرۡضَ فِی سِتَّةِ أَیَّامࣲ ثُمَّ ٱسۡتَوَىٰ عَلَى ٱلۡعَرۡشِ﴾ وقال في الأعراف مثلها، وقال في يونس: ﴿یُدَبِّرُ ٱلۡأَمۡرَ﴾ وقال في الأعراف: ﴿مُسَخَّرَٰتِۭ بِأَمۡرِهِۦۤ أَلَا لَهُ ٱلۡخَلۡقُ وَٱلۡأَمۡرُ﴾.
  - وذكرت قصة فرعون وقومه في الأعراف واختصر ذكر إغراقهم وبسط في يونس فهي شارحة لما أجمل في سورة الأعراف.

## مقصودها
قال مجد الدين الفيروزآبادي:
. قال برهان الدين البقاعي:

## القراءات
اختلاف القراءات العشر المتواترة في سورة يونس:
۝٢ قرأ الجمهور: ﴿لَسَٰحِرࣱ﴾، وقرأ المدنيان والبصريان والشامي بكسر السين وإسكان الحاء: ﴿لَسِحرࣱ﴾.
۝٣ قرأ الجمهور: ﴿تَذَّكَّرُونَ﴾، وخفف الذال حفص والأخوان وخلف: ﴿تَذَكَّرُونَ﴾.
۝٤ قرأ الجمهور: ﴿‌إِنَّهُۥ یَبۡدَؤُا۟﴾، وقرأ أبو جعفر بفتح الهمزة ﴿أَنَّهُۥ﴾.
۝٥ قرأ الجمهور: ﴿ضِیَاۤءࣰ﴾، وقرأ قنبل بهمزة مفتوحة بعد الضاد: ﴿ضِئَاۤءࣰ﴾.
قرأ الجمهور: ﴿نُفَصِّلُ﴾، وقرأ البصريان والمكي وحفص بالياء التحتية: ﴿یُفَصِّلُ﴾.
۝١١ قرأ الجمهور: ﴿لَقُضِیَ إِلَیۡهِمۡ أَجَلُهُمۡ﴾، وقرأ الشامي ويعقوب بفتح القاف والضاد وألف بعدها ونصب اللام من أجلهم: ﴿لَقَضَىٰ إِلَیۡهِمۡ أَجَلَهُمۡ﴾.
۝١٣ قرأ الجمهور: ﴿رُسُلُهُم﴾، وأسكن السين أبو عمرو: ﴿رُسۡلُهُم﴾.
۝١٦ قرأ الجمهور: ﴿وَلَاۤ أَدۡرَىٰكُم﴾، وقرأ المكي بخلف عن البزي يحذف ألف ولا: ﴿وَلَأَدۡرَىٰكُم﴾.
۝١٨ قرأ الجمهور: ﴿عَمَّا یُشۡرِكُونَ﴾، وقرأ الأخوان وخلف بتاء الخطاب: ﴿عَمَّا تُشۡرِكُونَ﴾.
۝٢١ قرأ الجمهور: ﴿رُسُلَنَا﴾، وقرأ أبو عمرو بتسكين السين: ﴿رُسۡلَنَا﴾.
قرأ الجمهور: ﴿تَمۡكُرُونَ﴾، وقرأ روح بياء الغيبة: ﴿يَمۡكُرُونَ﴾.
۝٢٢ قرأ الجمهور: ﴿یُسَیِّرُكُمۡ﴾، وقرأ ابن عامر وأبو جعفر بياء مفتوحة وبعدها نون ساكنة وبعد النون شين معجمة مضمومة من النشر: ﴿یَنۡشُرُكُم﴾.
۝٢٣ قرأ الجمهور: ﴿مَّتَـٰعُ﴾، وقرأ حفص بنصب العين: ﴿مَّتَـٰعَ﴾.
۝٢٧ قرأ الجمهور: ﴿قِطَعࣰا﴾، وقرأ ابن كثير والكسائي ويعقوب بإسكان الطاء: ﴿قِطۡعࣰا﴾.
۝٣٠ قرأ الجمهور: ﴿تَبۡلُوا۟﴾، وقرأ الأخوان وخلف بتاءين من التلاوة: ﴿تَتۡلُوا۟﴾.
۝٣١ قرأ الجمهور: ﴿ٱلۡمَیِّتِ﴾، وقرأ ابن كثير وأبو عمرو وابن عامر وشعبة بتخفيف الياء: ﴿ٱلۡمَیۡتِ﴾.
۝٣٣ قرأ الجمهور: ﴿كَلِمَتُ﴾، وقرأ المدنيان وابن عامر بألف بعد الميم على الجمع: ﴿كَلِمَٰتُ﴾.
۝٣٥ قرأ الجمهور: ﴿لَّا یَهۡدِیۤ﴾، وقرأ شعبة بكسر الياء والهاء وتشديد الدال: ﴿لَّا یِهِدِّیۤ﴾، وقرأ حفص ويعقوب بفتح الياء وكسر الهاء وتشديد الدال: ﴿لَّا یَهِدِّیۤ﴾، وقرأ ابن كثير وابن عامر وورش بفتح الياء والهاء وتشديد الدال ﴿لَّا یَهَدِّیۤ﴾، وكذلك أبو عمرو ووجه لقالون مع اختلاس حركة الهاء،  وقرأ حمزة والكسائي وخلف بفتح الياء وإسكان الهاء وتخفيف الدال: ﴿لَّا یَهۡدِیۤ﴾، وقرأ أبو جعفر بفتح الياء وإسكان الهاء وتشديد الدال وهو وجه لقالون: ﴿لَّا یَهۡدِّیۤ﴾.
۝٤٤ قرأ الجمهور: ﴿وَلَـٰكِنَّ ٱلنَّاسَ﴾، وقرأ الأخوان وخلف بتخفيف النون وكسرها وصلا للساكنين ورفع الناس: ﴿وَلَـٰكِنِ ٱلنَّاسُ﴾.
۝٤٥ قرأ الجمهور: ﴿وَیَوۡمَ نَحۡشُرُهُمۡ﴾، وقرأ حفص بالياء: ﴿وَیَوۡمَ یَحۡشُرُهُمۡ﴾.
۝٥٦ قرأ الجمهور: ﴿تُرۡجَعُونَ﴾، وقرأ يعقوب بفتح التاء وكسر الجيم: ﴿تَرۡجِعُونَ﴾.
۝٥٨ قرأ الجمهور: ﴿فَلۡیَفۡرَحُوا۟﴾، وقرأ رويس بتاء الخطاب: ﴿فَلۡتَفۡرَحُوا۟﴾.
قرأ الجمهور:﴿یَجۡمَعُونَ﴾، وقرأ الشامي وأبو جعفر ورويس بتاء الخطاب: ﴿تَجۡمَعُونَ﴾.
۝٦١ قرأ الجمهور: ﴿شَأۡن﴾، وقرأ السوسي وأبو جعفر بإبدال الهمزة: ﴿شَان﴾.
قرأ الجمهور: ﴿یَعۡزُبُ﴾، وقرأ الكسائي بكسر الزاي: ﴿یَعۡزِبُ﴾.
قرأ الجمهور: ﴿وَلَاۤ أَصۡغَرَ - وَلَاۤ أَكۡبَرَ﴾، وقرأ يعقوب وخلف وحمزة برفع الراء فيهما: ﴿وَلَاۤ أَصۡغَرُ -وَلَاۤ أَكۡبَرُ﴾.
۝٦٥ قرأ الجمهور: ﴿وَلَا یَحۡزُنكَ﴾، وقرأ نافع بضم الياء وكسر الزاي: ﴿وَلَا یُحۡزِنكَ﴾.
۝٧١ قرأ الجمهور: ﴿فَأَجۡمِعُوۤا۟﴾، وقرأ رويس بوصل الهمزة وفتح الميم: ﴿فَاجۡمَعُوۤا۟﴾.
قرأ الجمهور:﴿وَشُرَكَاۤءَكُمۡ﴾، وقرأ  يعقوب برفع همزته: ﴿وَشُرَكَاۤءُكُمۡ﴾.
قرأ الجمهور: ﴿تُنظِرُونِ﴾، وأثبت يعقوب الياء وصلًا ووقفًا: ﴿تُنظِرُونِى﴾.
۝٧٩ قرأ الجمهور: ﴿بِكُلِّ سَـٰحِرٍ﴾، وقرأ الأخوان وخلف بحذف الألف بعد السين وفتح الحاء وتشديدها وألف بعدها: ﴿بِكُلِّ سَحَّـٰرٍ﴾.
۝٨١ قرأ الجمهور:﴿بِهِ ٱلسِّحۡرُ﴾، وقرأ أبو عمرو وأبو جعفر بزيادة همزة استفهام قبل همزة الوصل: ﴿بِهِ ءَالسِّحۡرُ﴾.
۝٨٨ قرأ الجمهور: ﴿لِیَضِلُّوا۟﴾، وقرأ  الكوفيون بضم الياء: ﴿لِیُضِلُّوا۟﴾.
۝٨٩ قرأ الجمهور: ﴿تَتَّبِعَاۤنِّ﴾، وقرأ ابن ذكوان بتخفيف النون: ﴿تَتَّبِعَاۤنِ﴾.
۝٩٠ قرأ الجمهور: ﴿ءَامَنتُ أَنَّهُۥ﴾، وقرأ حمزة والكسائي وخلف بكسر همزة أنه: ﴿ءَامَنتُ إِنَّهُۥ﴾.
۝٩٢ قرأ الجمهور: ﴿نُنَجِّیكَ﴾، وقرأ يعقوب بإسكان النون الثانية وتخفيف الجيم: ﴿نُنۡجِیكَ﴾.
۝٩٤ قرأ الجمهور: ﴿فَسۡءَلِ﴾، وقرأ المكي والكسائي وخلف في اختياره بنقل فتحة الهمزة إلى السين مع حذف الهمزة: ﴿فَسَلِ﴾.
۝٩٦ قرأ الجمهور: ﴿كَلِمَتُ﴾، وقرأ المدنيان والشامي بألف بعد الميم على الجمع: ﴿كَلِمَـٰتُ﴾.
۝١٠٠ قرأ الجمهور: ﴿وَیَجۡعَلُ﴾، وقرأ شعبة بالنون: ﴿وَنَجۡعَلُ﴾.
۝١٠٣ قرأ الجمهور: ﴿نُنَجِّی رُسُلَنَا﴾، وقرأ يعقوب بإسكان النون الثانية وتخفيف الجيم: ﴿نُنجِی رُسُلَنَا﴾. وقرأ أبو عمرو بإسكان سين رسلنا: ﴿نُنَجِّی رُسۡلَنَا﴾.
قرأ الجمهور:﴿نُـنَجِّ ٱلۡمُؤۡمِنِینَ﴾، وقرأ حفص والكسائي بإسكان النون وتخفيف الجيم: ﴿نُنجِ ٱلۡمُؤۡمِنِینَ﴾، وقرأ يعقوب بإسكان النون وتخفيف الجيم ووقف عليها بالياء: ﴿نُنجِی ٱلۡمُؤۡمِنِینَ﴾.

## الآيات المنسوخة حكمًا
۝١٥ ﴿إِنِّیۤ أَخَافُ إِنۡ عَصَیۡتُ رَبِّی عَذَابَ یَوۡمٍ عَظِیمࣲ﴾ قيل: نسخت بقوله تعالى: ﴿‌لِّیَغۡفِرَ ‌لَكَ ٱللَّهُ مَا تَقَدَّمَ مِن ذَنۢبِكَ وَمَا تَأَخَّرَ﴾ من سورة الفتح ورد هذا ابن الجوزي فقال: ومقصود الآية تهديد المخالف، وأضيف إلى الرسول ليصعب الأمر فيه، وليس هاهنا نسخ ويقوي ما قلنا؛ أن المراد بالمعصية هاهنا تبديل القرآن، والتقول على الله تعالى، وموافقة المشركين على ما هم عليه، وهذا لا يدخل في قوله: ﴿‌لِّیَغۡفِرَ ‌لَكَ ٱللَّهُ مَا تَقَدَّمَ مِن ذَنۢبِكَ﴾،  كيف وقد قال عزّ وجلّ: ﴿‌وَلَوۡ ‌تَقَوَّلَ عَلَیۡنَا بَعۡضَ ٱلۡأَقَاوِیلِ﴾ [الحاقة:44]. وقال: ﴿لَئِنۡ ‌أَشۡرَكۡتَ لَیَحۡبَطَنَّ عَمَلُكَ﴾ [الزمر:65] وقال: ﴿إِذࣰا لَّأَذَقۡنَٰكَ ‌ضِعۡفَ ٱلۡحَیَوٰةِ وَضِعۡفَ ٱلۡمَمَاتِ﴾ [الإسراء:75] وإنما هذا وأمثاله في بيان آثار المعاصي وليس من ضرورة ما علق بشرط أن يقع.
۝٤١ ﴿وَإِن كَذَّبُوكَ فَقُل لِّی عَمَلِی وَلَكُمۡ عَمَلُكُمۡ﴾ قيل: نسخت بآية السيف وهي الآية الخامسة من سورة براءة:  ﴿‌فَٱقۡتُلُوا۟ ٱلۡمُشۡرِكِینَ حَیۡثُ وَجَدتُّمُوهُمۡ﴾، ورد ذلك ابن الجوزي فقال: «روى أبو صالح عن ابن عباس رضي الله عنهما قال: نسختها آية السيف، وهذا بعيد من ثلاثة أوجه:
- الأول: أنه لا يصح عن ابن عباس.
- والثاني: أنه ليس بين الآيتين تناف، والمنسوخ لا يصح اجتماعه مع الناسخ.
- والثالث: أنه لا يصح أن يدعي نسخ هذه الآية، بل إن قيل مفهومها منسوخ عندهم، فقل لي عملي، واقتصر على ذلك ولا تقاتلهم، وليس الأمر كذلك إنما معنى الآية: لي جزاء عملي، فإن كنت كاذبا فوباله عليّ، ولكم جزاء عملكم في تكذيبكم لي، وفائدة هذا لا يمنع من قتالهم وهو أقرب إلى ما يفهم منها فلا وجه للنسخ.»[38]

۝٩٩ ﴿أَفَأَنتَ تُكۡرِهُ ٱلنَّاسَ حَتَّىٰ یَكُونُوا۟ مُؤۡمِنِینَ﴾ قيل: إنها نسخت بآية السيف ورد هذا القول ابن الجوزي فقال: «زعم قوم منهم مقاتل بن سليمان أنها منسوخة بآية السيف، والصحيح أنها محكمة وبيان ذلك أن الإيمان لا يصح مع الإكراه، لأنه من أعمال القلب، وإنما يتصور الإكراه على النطق لا على العقل».
۝١٠٢ ﴿قُلۡ فَٱنتَظِرُوۤا۟ إِنِّی مَعَكُم مِّنَ ٱلۡمُنتَظِرِینَ﴾ قيل: نُسِخَت بآية السيف.
۝١٠٨ ﴿فَمَنِ ٱهۡتَدَىٰ فَإِنَّمَا یَهۡتَدِی لِنَفۡسِهِۦ وَمَن ضَلَّ فَإِنَّمَا یَضِلُّ عَلَیۡهَا وَمَاۤ أَنَا۠ عَلَیۡكُم بِوَكِیلࣲ﴾ قيل: نُسِخَت بآية السيف ورد ذلك ابن الجوزي فقال: «روى أبو صالح عن ابن عباس رضي الله عنهما قال: هذه الآية منسوخة بآية القتال، وهذا لا يصح عن ابن عباس، وقد بينّا أنه لا يتوجه النسخ في مثل هذه الأشياء، لأن معنى الآية: ما أنا بوكيل في منعكم من اعتقاد الباطل، وحافظ لكم من الهلاك إذا لم تعملوا أنتم لأنفسكم ما يخلصها».
۝١٠٩ ﴿وَٱتَّبِعۡ مَا یُوحَىٰۤ إِلَیۡكَ وَٱصۡبِرۡ حَتَّىٰ یَحۡكُمَ ٱللَّهُ وَهُوَ خَیۡرُ ٱلۡحَـٰكِمِینَ﴾ قيل: نُسِخَت بآية السيف.

## الأحكام في سورة يونس
۝١٥ ﴿قَالَ ٱلَّذِینَ لَا یَرۡجُونَ لِقَاۤءَنَا ٱئۡتِ بِقُرۡءَانٍ غَیۡرِ هَـٰذَاۤ أَوۡ بَدِّلۡهُ قُلۡ مَا یَكُونُ لِیۤ أَنۡ أُبَدِّلَهُۥ مِن تِلۡقَاۤئِ نَفۡسِیۤ إِنۡ أَتَّبِعُ إِلَّا مَا یُوحَىٰۤ إِلَیَّ﴾ احتُجَّ به في منع نسخ القرآن بالسنة، قال إليكا الهراسي: «وهذا بعيد، فإن الآية وردت في طلب المشركين مثل القرآن نظمًا، ولم يكن الرسول عليه الصلاة والسلام قادرًا عليه، ولم يسألوه تبديل الحكم دون اللفظ، ولأن الذي يقوله الرسول عليه الصلاة والسلام، إذا كان وحيًا لم يكن من تلقاء نفسه، بل كان من الله تعالى».
۝٥٩ ﴿قُلۡ أَرَءَیۡتُم مَّاۤ أَنزَلَ ٱللَّهُ لَكُم مِّن رِّزۡقࣲ فَجَعَلۡتُم مِّنۡهُ حَرَامࣰا وَحَلَـٰلࣰا قُلۡ ءَاۤللَّهُ أَذِنَ لَكُمۡ أَمۡ عَلَى ٱللَّهِ تَفۡتَرُونَ﴾ استدل به مَن نَفَى القِيَاسَ.
﴿وَأَوۡحَیۡنَاۤ إِلَىٰ مُوسَىٰ وَأَخِیهِ أَن تَبَوَّءَا لِقَوۡمِكُمَا بِمِصۡرَ بُیُوتࣰا وَٱجۡعَلُوا۟ بُیُوتَكُمۡ قِبۡلَةࣰ وَأَقِیمُوا۟ ٱلصَّلَوٰةَ وَبَشِّرِ ٱلۡمُؤۡمِنِینَ﴾ فيه شرعية الصلاة في البيوت عند الخوف، ودليل أن صلاة المسجد أفضل.

## التفسير النبوي
۝٢٦ ﴿لِّلَّذِینَ أَحۡسَنُوا۟ ٱلۡحُسۡنَىٰ وَزِیَادَةࣱ﴾ عَنْ صُهَيْبٍ، أَنَّ رَسُولَ اللهِ ﷺ تَلَا هَذِهِ الْآيَةَ: ﴿لِّلَّذِینَ أَحۡسَنُوا۟ ٱلۡحُسۡنَىٰ وَزِیَادَةࣱ﴾[يونس: 26] قَالَ: «إِذَا دَخَلَ أَهْلُ الْجَنَّةِ الْجَنَّةَ، وَأَهْلُ النَّارِ النَّارَ، نَادَى مُنَادٍ: يَا أَهْلَ الْجَنَّةِ، إِنَّ لَكُمْ عِنْدَ اللهِ مَوْعِدًا يُرِيدُ أَنْ يُنْجِزَكُمُوهُ، فَيَقُولُونَ: وَمَا هُوَ؟ أَلَمْ يُثَقِّلْ مَوَازِينَنَا، وَيُبَيِّضْ وُجُوهَنَا، وَيُدْخِلْنَا الْجَنَّةَ، وَيُجِرْنَا مِنَ النَّارِ. قَالَ: فَيُكْشَفُ لَهُمُ الْحِجَابُ فَيَنْظُرُونَ إِلَيْهِ. قَالَ: فَوَاللهِ مَا أَعْطَاهُمْ شَيْئًا أَحَبَّ إِلَيْهِمْ مِنَ النَّظَرِ إِلَيْهِ، وَلَا أَقَرَّ لِأَعْيُنِهِمْ» رواه مسلم، وأحمد واللفظ له.
۝٦٢ ﴿أَلَاۤ إِنَّ أَوۡلِیَاۤءَ ٱللَّهِ لَا خَوۡفٌ عَلَیۡهِمۡ وَلَا هُمۡ یَحۡزَنُونَ﴾: عن أَبي هُرَيرَةَ قَالَ: قَالَ رَسُولُ اللهِ ﷺ: «إِنَّ مِنْ عِبَادِ اللهِ عِبَادًا يَغْبِطُهُمُ الأَنْبِيَاءُ وَالشُّهَدَاءُ» قِيلَ: مَنْ هُمْ؟ لَعَلَّنَا نُحِبُّهُم؟ قَالَ: «هُمْ قَوْمٌ تَحَابُّوا بِنُورِ اللهِ مِن غَيْرِ أَرْحَامٍ وَلا أَنْسَابٍ، وُجُوهُهُم نُورٌ، عَلَى مَنَابِرَ مِن نُورٍ، لا يَخَافُونَ إِنْ خَافَ النَّاسُ، وَلا يَحْزَنُونَ إِنْ حَزِنَ النَّاسُ»، ثُمَّ قَرَأَ: ﴿أَلَاۤ إِنَّ أَوۡلِیَاۤءَ ٱللَّهِ لَا خَوۡفٌ عَلَیۡهِمۡ وَلَا هُمۡ یَحۡزَنُونَ﴾، رواه النسائي في «الكبرى»،  وأبو يعلى، وصححه الألباني، والوادعي.
۝٦٤ ﴿لَهُمُ ٱلۡبُشۡرَىٰ فِی ٱلۡحَیَوٰةِ ٱلدُّنۡیَا وَفِی ٱلۡءَاخِرَةِ﴾ عَنْ ‌رَجُلٍ مِنْ أَهْلِ مِصْرَ قَالَ: سَأَلْتُ ‌أَبَا الدَّرْدَاءِ عَنْ قَوْلِ اللهِ تَعَالَى: ﴿لَهُمُ ٱلۡبُشۡرَىٰ فِی ٱلۡحَیَوٰةِ ٱلدُّنۡیَا﴾ فَقَالَ: مَا سَأَلَنِي عَنْهَا أَحَدٌ غَيْرُكَ إِلَّا رَجُلٌ وَاحِدٌ مُنْذُ سَأَلْتُ رَسُولَ اللهِ ﷺ، سَأَلْتُ رَسُولَ اللهِ ﷺ فَقَالَ: «مَا سَأَلَنِي عَنْهَا أَحَدٌ غَيْرُكَ مُنْذُ أُنْزِلَتْ، هِيَ ‌الرُّؤْيَا الصَّالِحَةُ يَرَاهَا الْمُسْلِمُ أَوْ تُرَى لَهُ». رواه الترمذي، وأحمد، وحسنه الألباني.
عَن ‌أَبي هُرَيْرَةَ قَالَ: سَمِعْتُ رَسُولَ اللهِ  ﷺ يَقُولُ: «لَمْ يَبْقَ مِنَ النُّبُوَّةِ إِلَّا الْمُبَشِّرَاتُ»، قَالُوا: وَمَا الْمُبَشِّرَاتُ؟ قَالَ: «الرُّؤْيَا الصَّالِحَةُ». رواه البخاري. وهذا الحديث ذكره أغلب المفسرين عند الآية.
۝٩٠ ﴿وَجَـٰوَزۡنَا بِبَنِیۤ إِسۡرَ ٰۤءِیلَ ٱلۡبَحۡرَ فَأَتۡبَعَهُمۡ فِرۡعَوۡنُ وَجُنُودُهُۥ بَغۡیࣰا وَعَدۡوًا حَتَّىٰۤ إِذَاۤ أَدۡرَكَهُ ٱلۡغَرَقُ قَالَ ءَامَنتُ أَنَّهُۥ لَاۤ إِلَـٰهَ إِلَّا ٱلَّذِیۤ ءَامَنَتۡ بِهِۦ بَنُوۤا۟ إِسۡرَ ٰۤءِیلَ وَأَنَا۠ مِنَ ٱلۡمُسۡلِمِینَ﴾ عَنِ ‌ابْنِ عَبَّاسٍ : أَنَّ النَّبِيَّ ﷺ قَالَ: «لَمَّا ‌أَغْرَقَ اللهُ ‌فِرْعَوْنَ قَالَ: ﴿ءَامَنتُ أَنَّهُۥ لَاۤ إِلَـٰهَ إِلَّا ٱلَّذِیۤ ءَامَنَتۡ بِهِۦ بَنُوۤا۟ إِسۡرَ ٰۤءِیلَ﴾ فَقَالَ جِبْرِيلُ: يَا مُحَمَّدُ، فَلَوْ رَأَيْتَنِي وَأَنَا آخُذُ مِنْ حَالِ ‌الْبَحْرِ فَأَدُسُّهُ فِي فِيهِ؛ مَخَافَةَ أَنْ تُدْرِكَهُ الرَّحْمَةُ». رواه الترمذي وحسنه الألباني.

## معرض الصور

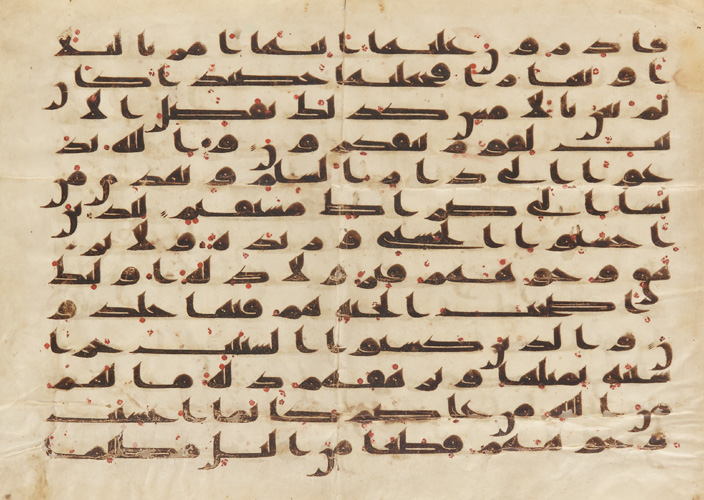
مخطوطة لبعض آيات سورة يونس (القرن التاسع للميلاد).
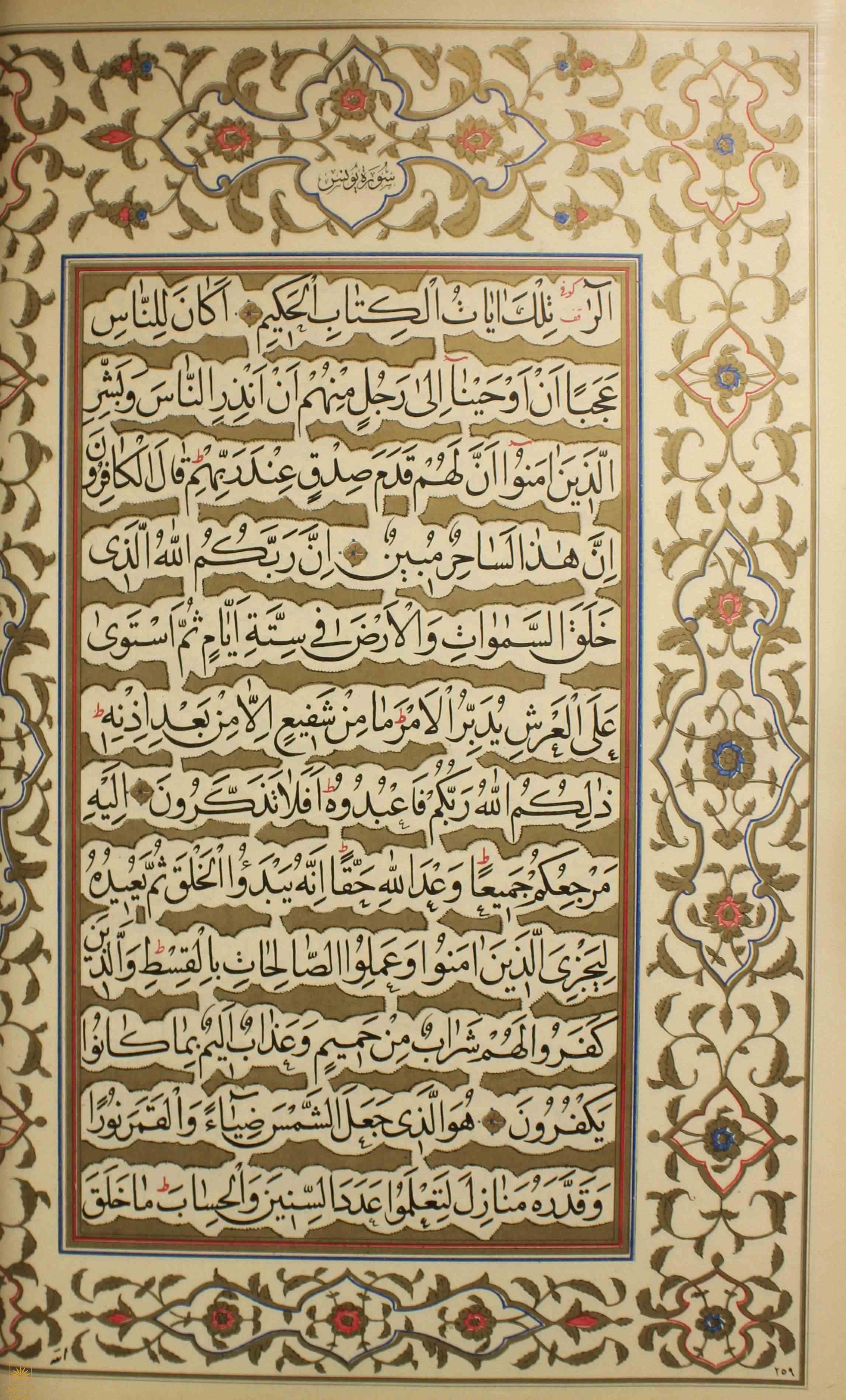
أول صفحة من سورة يونس في مصحف مذهب قديم.
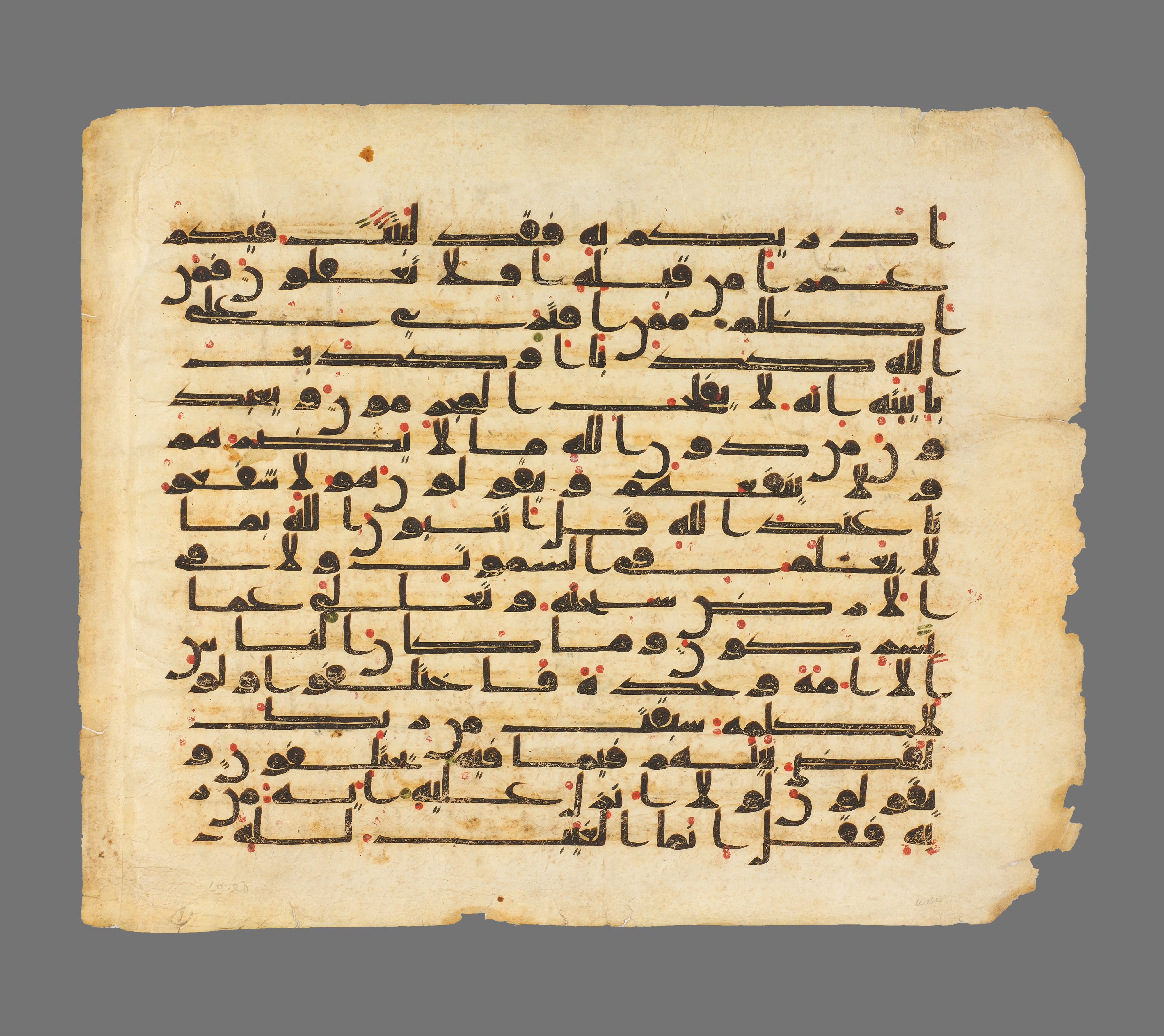
مخطوطة لبعض آيات سورة يونس (القران الثامن للميلاد).